# Кунацтво
Куна́цтво — традиційна система постійних дружніх стосунків, захисту, гостинності та взаємодопомоги між чоловіками з різних поселень, поширена у народів Кавказу. Чоловік, який має такі стосунки, іменується словом кунак[⇨].

## Концепція
Класичне кунацтво засноване на рівноправній дружбі і близько за змістом до побратимства. Людина може будь-якої миті приїхати до свого кунака і може розраховувати на будь-яку необхідну допомогу . Кунаки можуть надавати один одному регулярну господарську допомогу: наприклад, у роботі на полях — приїжджаючи з рідного села, де робота ще не починається . Вони часто обмінювалися подарунками та могли давати дітям імена на честь один одного , запрошували один одного на весілля членів родини. Кунацький зв'язок зберігався для людей назавжди і передається до наступного покоління . Чоловік міг взяти під опіку дитину свого кунака у разі смерті товариша або допомагати дитині у веденні господарства. Велика кількість кунаків у різних поселеннях була знаком високого соціального статусу та поваги у суспільстві.
Кунацтво пов'язане з традиціями гостинності. У Дагестані, якщо людина приїжджала в чуже село, вона обов'язково мала заїхати в гості до свого кунака і при необхідності могла залишитися ночувати в його будинку . Якщо в одному селі кунаків кілька, головним з них вважається той, з ким людина завела дружбу першою — додержуючись звичаю, у разі приїзду до цього місця перший візит потрібно зробити саме йому. Проте, щоб не обтяжувати його сім'ю, після формального візиту людина часто переходила до будинку іншого кунака, залишаючи у першого речі та коня . Безпричинна відмова прийняти кунака у своєму будинку вважалася вкрай непристойною . У багатих і знатних будинках зустріч кунаків, особливо з далеких земель, могла супроводжуватися урочистостями з музикантами та танцівницями .
У багатих будинках могла існувати кунацька — окрема кімната або невелика прибудова, де ночували кунаки . Коли гостей не було, приміщення використовувалося як «чоловіча кімната» — місце для спільного дозвілля чоловіків . У деяких народів Дагестану жінка взагалі не мала права увійти до кунацької . Таких «кімнат» чи «будинків» у великому селі могло бути кілька.
Кунаками зазвичай ставали жителі різних поселень чи народів. Ця соціальна практика сприяла розвитку соціальних та економічних зв'язків між народами по всьому Кавказу. До і під час окупації Кавказу Російською імперією в середині XIX століття кунаками корінним жителям Північного Кавказу могли ставати терські козаки, службовці царської армії та інші московити. За припущенням етнографа Сакінат Гаджієвої, за часів первісно-общинного ладу інститут кунацтва сприяв безпеці міжетнічних контактів, оскільки звичай зобов'язував кунаків забезпечувати повну безпеку один одного .
У XVIII—XIX століттях, з розвитком феодалізму в народів Дагестану, інститут кунацтва зазнав змін. У деяких регіонах Дагестану ситуація склалася таким чином, що феодал міг «вибрати» одного з жителів підлеглого йому поселення як свого кунака, і той був зобов'язаний забезпечити його ночівлею та їжею . В абхазо-адизьких народів існувала практика «віддаватися в канаки», в якому «канаком» називалася людина, яка просить у феодала недоторканності та посередництва у конфлікті .

## Назва
Слово «кунак», мабуть, має тюркське походження і пов'язане з тюркськими народами Північного Кавказу . У джерелах XVIII століття зустрічаються різні написання цього слова: «канак», «конак» та «кунак», з переважанням першого варіанта. У пізніший час варіант «кунак» поступово витіснив інші . За зауваженням історика Євгенії Налової, слова «канак» та «конак», які в імперських документах на північно-західному Кавказі, можуть означати особливу форму стосунків, не пов'язану з інститутом кунацтва на східному Кавказі. Вона запропонувала зводити ці слова до адигського слова к'анакӏуе (з адигейської — «Той, хто йде в опікуни») .